# William Auguste Coolidge
William Auguste Brevoort Coolidge (New York, 28 agosto 1850 – Grindelwald, 8 maggio 1926) è stato un alpinista statunitense.

## Biografia
Eseguì gli studi prima negli Stati Uniti e poi in Europa. Esercitò la professione di storico e teologo e si dedicò molto all'alpinismo. In tarda età si ritirò nella cittadina svizzera di Grindelwald dove morì.

## Prime ascensioni
Ha compiuto la prima ascensione delle seguenti montagne:
- Pizzo Badile, 27 luglio 1867 con F. ed H. Dévouassoud[1]
- Ailefroide, 7 luglio 1870 con Christian e Ulrich Almer[2]
- Picco centrale della Meije 1870 con Meta Brevoort e tre guide
- Unterbächhorn 1872
- Montagne des Agneaux, 17 luglio 1873, con Christian Almer e Christian Roth[3]
- Cima ovest delle Droites, 16 luglio 1876, con Christian e Ulrich Almer
- Pic Coolidge, 14 luglio 1877 con Christian e Ulrich Almer[4]
- Les Bans, 14 luglio 1878 con Christian e Ulrich Almer
- Aiguilles d'Arves, 1878
- Le Pavé, 19 luglio 1879 con Christian e Ulrich Almer
- Aiguille de Chambeyron, 28 luglio 1879 con Christian e Ulrich Almer[5]
- Monte Matto, 14 agosto 1879 con Christian e Ulrich Almer[6]
- Monte Argentera, 18 agosto 1879 con Christian e Ulrich Almer[7]
- Punta Gastaldi, 16 agosto 1884 con Christian Almer[8]
- Scherbadung, 1886.
- Chüebodenhorn, 1892

Ha compiuto la prima ascensione delle seguenti vie:
- Parete nord (couloir Coolidge) della Barre des Écrins, 4 luglio 1870 con Christian Almer, Ulrich Almer e Christian Gertsch[9]
- Prima invernale dello Jungfrau gennaio 1874, con Christian e Ulrich Almer
- Versante sud-ovest del monte Pelvoux (couloir Coolidge, via normale), 15 luglio 1881 con Christian e Ulrich Almer[10]
- Parete nord del Monviso (couloir Coolidge) 28 luglio 1881, con Christian e Ulrich Almer[11]

## Il suo nome nelle Alpi
Lasciò il suo nome a varie montagne e passaggi alpini:
- Pic Coolidge - 3774 m - ai piedi della Barre des Écrins - Oisans - Francia
- Cima Coolidge - vetta nord e più alta del Pic d'Olan - Oisans - Francia
- Colletto Coolidge - tra il Corno Stella e la Punta Gelas di Lourousa - Italia
- Couloir Coolidge - passaggio obbligato della via normale di salita al monte Pelvoux - Oisans - Francia.
- Couloir Coolidge - sulla parete nord della Barre des Écrins - Oisans - Francia.
- Canalone Coolidge e Ghiacciaio Coolidge al Monviso

## Galleria d'immagini

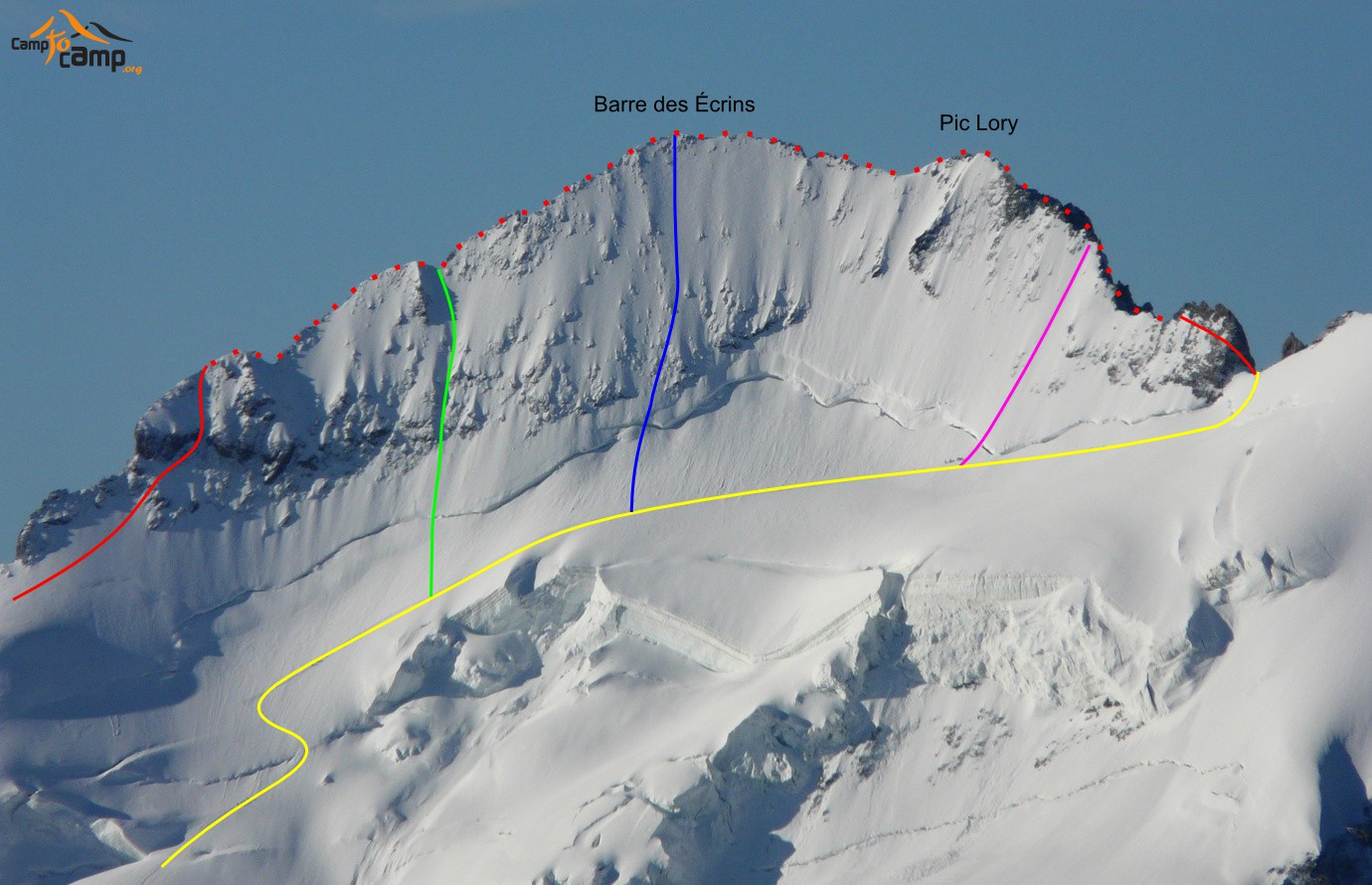
Il versante nord della Barre des Écrins, in blu il tracciato del couloir Coolidge salito da Coolidge con le guide Christian Almer, Ulrich Almer e Christian Gertsch, il 4 luglio 1870.
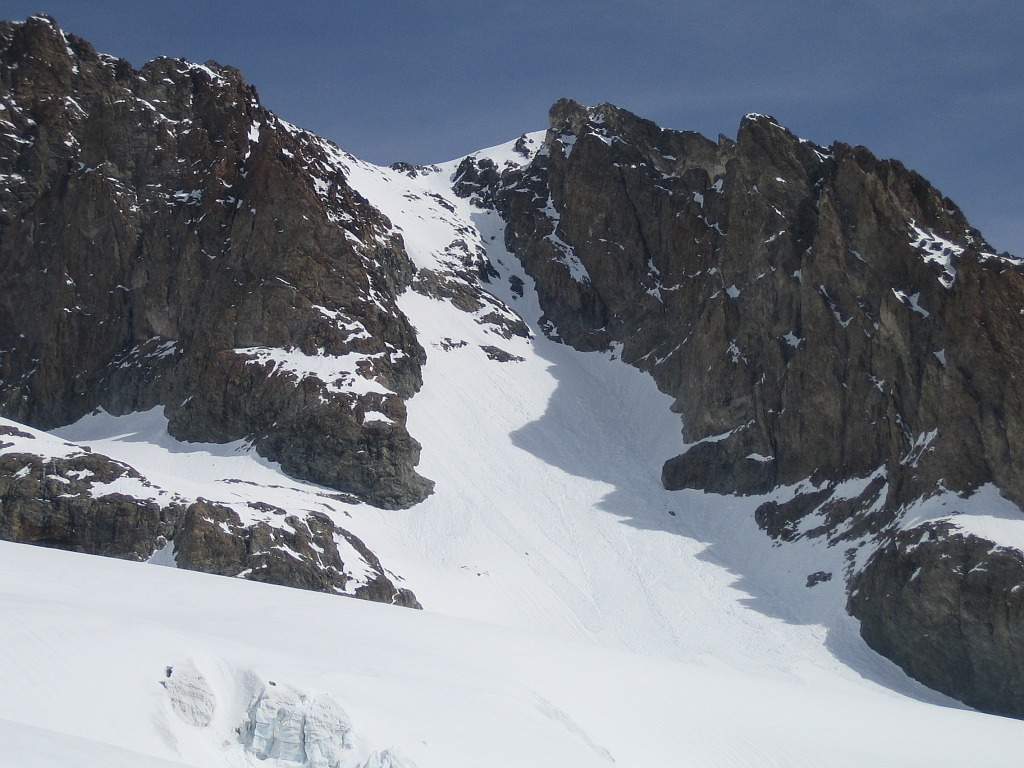
Il couloir Coolidge sul versante sud-ovest del monte Pelvoux salito da Coolidge con le guide Christian e Ulrich Almer, il 15 luglio 1881.
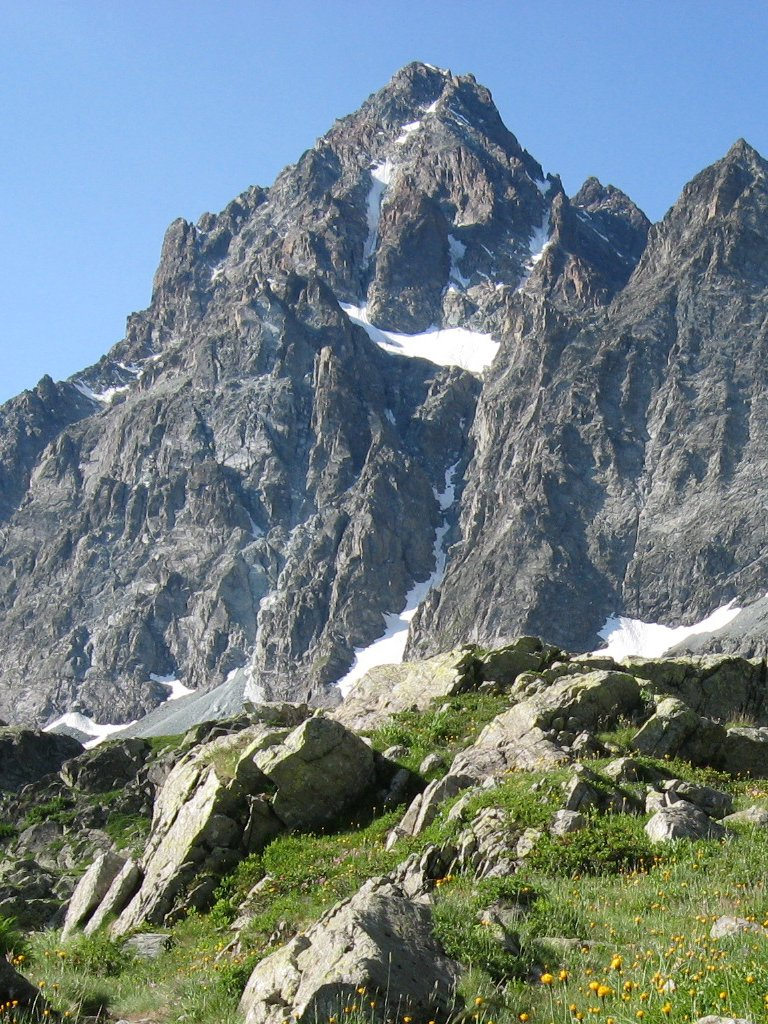
Il versante nord del Monviso: il couloir Coolidge è il canale di neve che collega la base al ghiacciaio sospeso intermedio e quindi alla vetta. Fu salito da Coolidge con le guide Christian e Ulrich Almer il 28 luglio 1881.